# Saint-Épain

Saint-Épain este o comună în departamentul Indre-et-Loire, Franța. În 1 ianuarie 2022 avea o populație de 1.486 de locuitori.